# Wiesław Bartkowski
Wiesław Bartkowski (ur. 7 marca 1968) – polski piłkarz, grający na pozycji obrońcy.

## Kariera piłkarska
Wiesław Bartkowski rozpoczynał piłkarską karierę w Koronie Kielce, w której grał w sezonach 1985/1986 i 1986/1987, kiedy to jego klub rywalizował bez powodzenia w drugiej lidze. W 1987 trafił do Stadionu Kielce, który wywalczył historyczny awans na trzeci szczebel rozgrywkowy. W swoim debiutanckim sezonie zajął w tabeli 11 lokatę i pożegnał się z trzecioligowym rozgrywkami, zaś Bartkowski powrócił do Korony, która spadła z drugiej ligi. W sezonie 1989/1990 uplasowała się na pierwszym miejscu i powróciła w szeregi drugoligowców, jednak i to nie pomogło rozwiązać problemów finansowych, z którymi klub wówczas się borykał. Szukano różnych pomysłów. Sprzedawano nawet cegiełki mające zasilić portfel Korony.
W 1991 Bartkowski został sprzedany do Stali Mielec. Kielecki klub otrzymał w rozliczeniu Dariusza Zagórskiego, który okazał się dość mocnym wzmocnieniem linii ofensywnych Korony. Przed sezonem 1991/1992 do Stali dołączyli również m.in. Paweł Curzytek, Modest Boguszewski oraz grupa wychowanków z bramkarzami Witoldem Gajkiem i Bogusławem Wyparłą. Mocno przebudowany skład utrzymał się w pierwszej lidze, plasując się na 13. miejscu. Bartkowski był podstawowym zawodnikiem i zagrał w 31 meczach. W kolejnych rozgrywkach mielecki klub, wzmocniony kilkoma innymi zawodnikami wywalczył szóstą lokatę, zaś piłkarz po raz kolejny regularnie grał w pierwszej jedenastce na pozycji stopera. Przez następne trzy lata Bartkowski wystąpił w 79 spotkaniach. Pomimo gry w formacji defensywnej nie był często karany kartkami. W sezonie 1995/1996, w którym Stal zajęła w tabeli przedostatnie miejsce i spadła do drugiej ligi, został ukarany jedynie trzema żółtymi kartkami.
Po zakończeniu sezonu 1995/1996 Bartkowski odszedł ze Stali i jesienią pozostawał zawodnikiem niezrzeszonym. Wiosną podpisał kontrakt z KSZO Ostrowiec Św., z którym wywalczył pierwszy, historyczny awans do najwyższej ligi. W jego barwach rozegrał w pierwszej lidze 10 meczów, po czym przeszedł do Błękitnych Kielce, gdzie występował przez półtora roku. W 1999 zakończył piłkarską karierę.